# آنتوفاگاستا د لا سیرا
آنتوفاگاستا د لا سیرا (به اسپانیایی: Volcán Antofagasta) یک کوه و آتشفشان در آرژانتین است که در بخش آنتوفاگاستا د لا سیرا واقع شده‌است.